# Sweeney Todd
Sweeney Todd, el barbero diabólico de la calle Fleet —o El barbero demoníaco— en otras versiones (en inglés, Sweeney Todd, The Demon Barber of Fleet Street) es un legendario personaje del Londres Victoriano del siglo XIX, cuya veracidad no ha sido probada. Como personaje ficticio, Sweeney Todd apareció por primera vez como el villano del penny dreadful serial victoriano The String of Pearls (1846–47). Sirvió de argumento al largometraje inglés del mismo nombre de 1936, dirigido por George King con Tod Slaughter y Stella Rho. Basado en la obra de teatro de Christopher Bond (basada a su vez en los asesinos en serie Bernabé Cabard y Pedro Miquelón), la historia sirvió de inspiración al musical homónimo de Stephen Sondheim. Dirigido por Harold Prince y protagonizado por Angela Lansbury y Len Cariou, fue uno de los mayores éxitos de Broadway en la década de 1980.
El director de cine David Moore, en 2006, la adaptó para la televisión. Esta historia fue llevada nuevamente al cine en 2007 dirigida por Tim Burton y protagonizada por Johnny Depp y Helena Bonham Carter.

## Orígenes

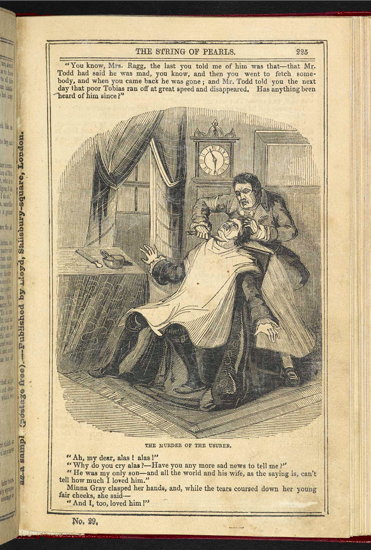
Sweeney Todd asesina a una víctima en The String of Pearls (1846-1847)

Una de las primeras noticias inglesas sobre Sweeney Todd fue su aparición en una publicación de penny dreadful llamada The People's Periodical, en el número 7, fechado el 21 de noviembre de 1846. El cuento en el que aparece se titula «The String of Pearls: A Romance» y probablemente fue escrito por Thomas Prest, quien creó otros villanos espantosos en diferentes relatos. Solía basar sus cuentos de terror en sucesos del mundo real, a veces buscando inspiración en artículos sobre el crimen aparecidos en The Times.

## Procedencia
Se afirma que la leyenda de Sweeney Todd está basada en hechos reales, pero esto jamás ha sido demostrado. De todos modos, en 2007 el periodista Peter Haining publicó el libro Sweeney Todd: The Real Story of The Demon Barber of Fleet Street, donde asegura haber encontrado dichas pruebas que confirman incluso la mayor parte de los datos de la historia, tales como la situación de la barbería y la existencia de la cercana pastelería.
Según el cuento, Todd fue procesado por sus crímenes en el Old Bailey y fue ahorcado en Tyburn en enero de 1802 frente a una gran multitud. Sin embargo, no se encuentra ningún documento sobre el juicio ni en los archivos del Old Bailey ni en el Newgate Calendar. Tampoco existen reportajes de prensa contemporáneos sobre el proceso o la ejecución. Ya en 1878, un colaborador del Notes and Queries señaló esta ausencia de fuentes verídicas. Si bien Peter Haining presenta la historia como un hecho real, no ofrece ningún dato específico o comprobable. De hecho, uno de sus mayores detractores es Lucian F. Vaizer, el cual ha refutado su teoría en el prefacio de la traducción española de The String of Pearls, argumentando que el mito de Todd proviene de una adaptación inglesa de la leyenda urbana parisina de L'Auberge des Trois Rois (La Posada de los Tres Reyes) de más de cuatrocientos años de antigüedad.

## Película de 2007
Basándose en el musical de Stephen Sondheim, Tim Burton emplea como argumento la historia de un barbero llamado Benjamin Barker, un hombre encarcelado injustamente durante quince años, que regresa a Londres buscando venganza. Haciendo uso de una navaja de afeitar, degüella a sus víctimas, tras lo cual su amiga y cómplice Neils (o Nellie) Lovett hace pasteles con la carne de los cadáveres, que sirve a los incautos clientes de su taberna.

## Curiosidades
- La temática ya aparece en la obra del médico valenciano Jaume Roig en su Espill, que compuso hacia 1460. He aquí una prueba del origen folclórico de la historia.
- Chris Colfer escribió en su último año de escuela una obra musical que era parodia de Sweeney Todd, llamada Shirley Todd, donde invirtió los sexos de los personajes. Su papel fue el de Mr. Lovett.
- La novela original de Sweeney Todd, The String of Pearls: A Romance, ha sido traducida al español por Lucian F. Vaizer con el título de Sweeney Todd o El Collar de Perlas[3]
- El cronista valenciano Pau Carsí y Gil en su dietario «Cosas particulares, usos y costumbres de la ciudad de Valencia (1800-1873)», escrito entre 1870 y 1873, recoge lo siguiente: «En la calle de Cerrajeros de Valencia, entrando por la de San Vicente a la derecha sobre la mitad de la calle, hay como un corral que tiene puerta a la calle, entrando por allí se sale a una taberna que hay en la de la Pellería, que todo forma una casa. Encima de esta puerta del corral hay tres cabezas de hombre, de piedra, de las que se cuenta que en otros tiempos había una barbería y que a los que entraban a afeitarse los mataban y los robaban y otros añaden que en la otra casa, había una pastelería y metían en los pasteles parte de la carne humana de los que mataban. Esto fue un hecho verdadero». Un "Barbero Diabólico del carrer Mayans» del que sí que existe un registro documental. http://www.levante-emv.com/valencia/2014/04/04/barbero-diabolico-calle-mayans/1097887.html